# Corinna Hilss

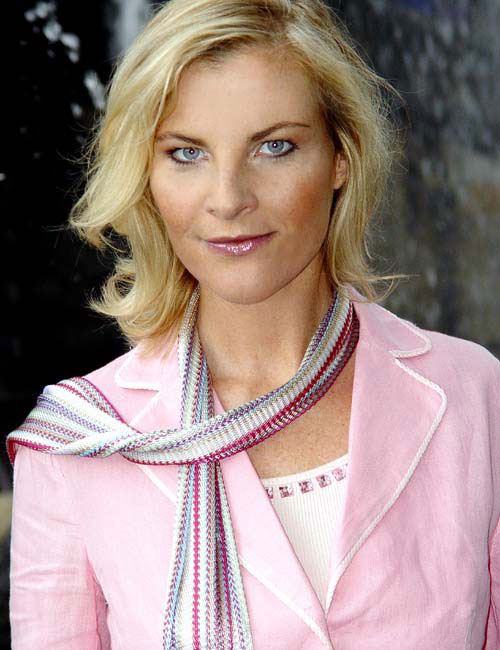
Corinna Hilss

Corinna Hilss (* 30. Juli 1970 in Hanau) ist eine deutsche Reporterin, Moderatorin und Redakteurin.
Nach dem Abitur am Augustinergymnasium in Friedberg (Hessen) startete Hilss 1996 ihre Laufbahn bei TV München, wechselte 1997 zu ProSieben. Dort begann sie als On-Air Reporterin und wurde dann in Berlin von N24 als Nachrichtenmoderatorin eingestellt. 2001 entschied sie sich für die freiberufliche Tätigkeit als Moderatorin bei NTV und begann als Redakteurin bei RTL im Landesstudio Süd in München. Seither arbeitet Corinna Hilss als freie Autorin/Moderatorin für diverse Formate und Produktionen.